# ヌーシャテル事件

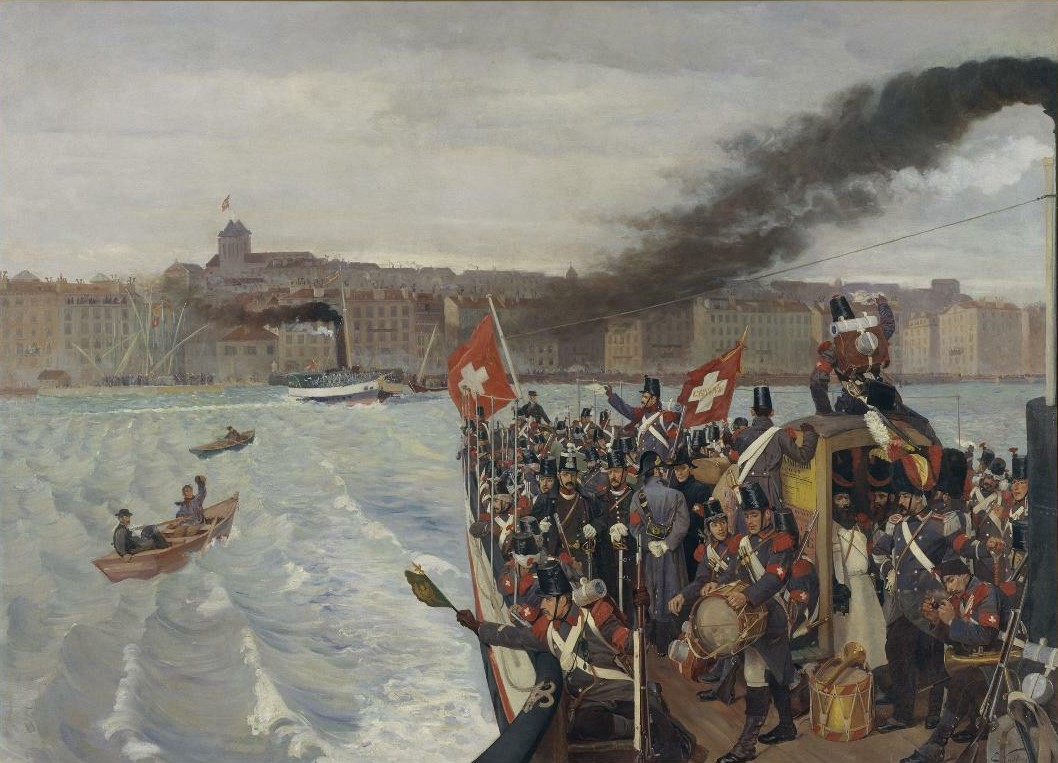
スイスが軍を動員している様子

ヌーシャテル事件（Neuchâtel_Crisis）とは、ヌーシャテル州におけるプロイセン王家の権利に関するスイス連邦とプロイセン国王の外交問題である。当時、ヌーシャテルはスイスとプロイセン王国との間で両属状態にあった。ヌーシャテル公国は1707年にプロイセン王に譲渡され、プロイセンのフリードリヒ・ヴィルヘルム3世がヌーシャテル公を退位させられた後、ナポレオン・ボナパルトが統治した。その後1814年には、ウィーン会議によるナポレオン戦争後の領土問題の解決案により、フリードリヒ・ヴィルヘルム3世の治世中に再びプロイセンの領土となった。翌年、プロイセン領のままスイス連邦（この連邦は1つの国家ではなく、「半独立国によって成る連合」といった具合であった）に加盟することに同意した。その結果扱いがスイス連邦のカントンであるプロイセンの王に個人的に属する国家となった（ただしプロイセン王国に正式に属しているわけではない他、統治するのは地元の貴族）。この取り決めはヌーシャテルの人々の間で不満を引き起こしていた。
1848年、その不満は爆発しアルフォンス・ブルカン率いる共和制支持者による革命が発生しヌーシャテル共和国が樹立した。この時プロイセン国王フリードリヒ・ヴィルヘルム4世は、自国の問題が多くあったため当時は有効な対抗措置を取れなかった。1849年、プロイセン政府はヌーシャテルに対する権利を認めるよう各国に圧力をかけ始めた。いくつかの国は、ヌーシャテルをスイス盟約者団から離脱させることを提案したが、スイス盟約者団との同盟関係は維持された。イギリス政府はフランスの支持を得たことにより、外交協定の締結を模索し始めた。プロイセン国王は、この問題について自らの権利を主張し続けた。1852年のロンドン議定書においてプロイセン以外の列強はヌーシャテルにおけるプロイセンの権利を承認したがプロイセンは列強の同意なしに権利を主張してはならないという条項があった。
1856年9月2日から3日にかけて、親プロイセン派（王党派）による反乱が起こり、事態は危機的状況に陥った。しかし反乱は失敗し、親プロイセン派は囚われた。そして1856年12月13日、親プロイセン派の捕虜解放をめぐって争いが起こったことにより、プロイセンはスイスとの関係を断ち、軍隊を動員することを発表した。一方、スイス政府は、ギョーム・アンリ・デュフールを将軍に選出するなど、戦争の準備を進めた。しかしナポレオン3世が捕虜の解放に協力したため、戦争は回避された。
ヌーシャテルの今後について、1857年にフランス、イギリス、プロイセン、ロシア帝国の間で交渉が開始され、イギリスはヌーシャテルの独立を強く支持した。しかし最終的に1857年5月26日、プロイセンは他の列強の主張やナポレオン3世の介入もあり、プロイセンとヌーシャテル政府の間で和解が成立し、プロイセンはヌーシャテルの領有権を放棄した。